# Brézins
Brézins ist eine französische Gemeinde mit 2.282 Einwohnern (Stand: 1. Januar 2022) im Département Isère in der Region Auvergne-Rhône-Alpes; sie gehört zum Arrondissement Vienne und zum Kanton Bièvre.

## Geografie
Die Gemeinde Brézins liegt auf dem Plateau de Bièvre, etwa 37 Kilometer westnordwestlich von Grenoble am Fuß des Chartreuse-Massivs und am  Fluss Rival. Umgeben wird Brézins von den Nachbargemeinden Gillonnay im Norden, Saint-Hilaire-de-la-Côte im Nordosten, Saint-Étienne-de-Saint-Geoirs im Osten, Saint-Pierre-de-Bressieux im Süden, Saint-Siméon-de-Bressieux im Westen sowie La Côte-Saint-André im Nordwesten. Durch die Gemeinde führt die frühere Route nationale 519 (heutige D119). 'Im Nordosten hat die Gemeinde einen Anteil am Gelände des Flughafens Grenoble-Alpes-Isère.

## Bevölkerungsentwicklung
| Jahr                       | 1962 | 1968 | 1975 | 1982 | 1990 | 1999 | 2010 | 2021 |
| -------------------------- | ---- | ---- | ---- | ---- | ---- | ---- | ---- | ---- |
| Einwohner                  | 730  | 671  | 836  | 1013 | 1245 | 1326 | 1759 | 2250 |
| Quellen: Cassini und INSEE |      |      |      |      |      |      |      |      |

## Sehenswürdigkeiten
- Kirche der Jungfrau (Église de la Vierge)
- Kirche Saint-Roch